# Hyvinkää Falcons 2015
Questa voce raccoglie le informazioni riguardanti gli Hyvinkää Falcons nelle competizioni ufficiali della stagione 2015.

## Naisten I-divisioona 2015

### Stagione regolare
| Joensuu 16 maggio 2015, ore 12:00 1ª giornata | Joensuu Wolves | 0 – 74 | Hyvinkää Falcons | Koilispuiston Tekonurmi |

| Hyvinkää 23 maggio 2015, ore 13:00 2ª giornata | Hyvinkää Falcons | 38 – 0 (8-0 6-0 16-0 8-0) referto | Raisio Oakladies | Kankurin kenttä (102 spett.)\| Arbitro: \| J. Rontu \| |
| Arbitro:                                       | J. Rontu         |                                   |                  |                                                        |

| Mikkeli 31 maggio 2015, ore 13:00 3ª giornata | Mikkeli Bouncers | 20 – 0 | Hyvinkää Falcons | Urpolan tekonurmi |

| Hyvinkää 13 giugno 2015, ore 14:00 5ª giornata | Hyvinkää Falcons | 6 – 26 (6-0 0-14 0-6 0-6) referto | Kouvola Indians | Perttulan kenttä (78 spett.)\| Arbitro: \| J. Rontu \| |
| Arbitro:                                       | J. Rontu         |                                   |                 |                                                        |

| Porvoo 5 luglio 2015, ore 12:00 6ª giornata | Porvoon Butchers | 38 – 8 | Hyvinkää Falcons | Porvoon Pallokenttä |

| Kuopio 11 luglio 2015, ore 12:00 7ª giornata | Kuopio Steelers | 54 – 6 | Hyvinkää Falcons | Väinölänniemen stadion |

| Hyvinkää 18 luglio 2015, ore 11:00 8ª giornata | Hyvinkää Falcons | 60 – 12 | Helsinki Wolverines | Kankurin kenttä |

| Hyvinkää 22 agosto 2015, ore 13:00 9ª giornata | Hyvinkää Falcons | 0 – 6 | Hämeenlinna Huskies | Pertulan kenttä |

## Statistiche di squadra
| Competizione      | %Vittorie | In casa | In casa | In casa | In casa | In casa | In casa | In trasferta | In trasferta | In trasferta | In trasferta | In trasferta | In trasferta | Totale | Totale | Totale | Totale | Totale | Totale |
| Competizione      | %Vittorie | G       | V       | N       | P       | Pf      | Ps      | G            | V            | N            | P            | Pf           | Ps           | G      | V      | N      | P      | Pf     | Ps     |
| ----------------- | --------- | ------- | ------- | ------- | ------- | ------- | ------- | ------------ | ------------ | ------------ | ------------ | ------------ | ------------ | ------ | ------ | ------ | ------ | ------ | ------ |
| Stagione regolare | .375      | 4       | 2       | 0       | 2       | 104     | 44      | 4            | 1            | 0            | 3            | 88           | 112          | 8      | 3      | 0      | 5      | 192    | 156    |
| Totale            | .375      | 4       | 2       | 0       | 2       | 104     | 44      | 4            | 1            | 0            | 3            | 88           | 112          | 8      | 3      | 0      | 5      | 192    | 156    |